# Stazione di Roccavivi
La stazione di Roccavivi è una fermata ferroviaria della ferrovia Avezzano-Roccasecca a servizio di Roccavivi, frazione del comune di San Vincenzo Valle Roveto.

## Storia
Inaugurata nel 1902, in occasione dell'apertura della tratta Avezzano-Sora, la stazione ha dovuto sospendere per un breve periodo di tempo la propria attività a causa dei vari controlli effettuati sulla linea, venendo sostituita con il servizio autosostitutivo. Nel 2019 la stazione svolge regolarmente la propria funzione.

## Strutture e impianti
Il fabbricato viaggiatori è strutturato su un livello ed ospita una mera sala d'aspetto ed una validatrice.
Nell'estate del 2022 la Stazione, insieme all'intera linea, è stata interessata da lavori di rinnovo dell'armamento e attrezzaggio propedeutico per l'installazione del sistema di segnalamento di ultima generazione di tipo ETCS Regional livello 2/3, che verrà ultimato negli anni successivi.

## Movimento
Il servizio è svolto da Trenitalia secondo contratto di servizio stipulato con la Regione Abruzzo. In totale sono circa 10 i treni che effettuano fermata giornaliera presso la stazione, con destinazioni principali Avezzano e Cassino.

## Servizi
- Sala d'attesa